# Starogard Gdański (Landgemeinde)
Die Gmina wiejska Starogard Gdański ist eine selbstständige Landgemeinde in Polen und liegt im Powiat Starogardzki der Woiwodschaft Pommern. Die Gemeinde hat eine Fläche von 196,16 km² auf der 16.865 Einwohner (31. Dezember 2020) wohnen. Der Sitz der Gemeinde und des Kreises befindet sich in der namensgebenden Stadt Starogard Gdański (deutsch: Preußisch Stargard), die aber der Landgemeinde nicht angehört.

## Geographie

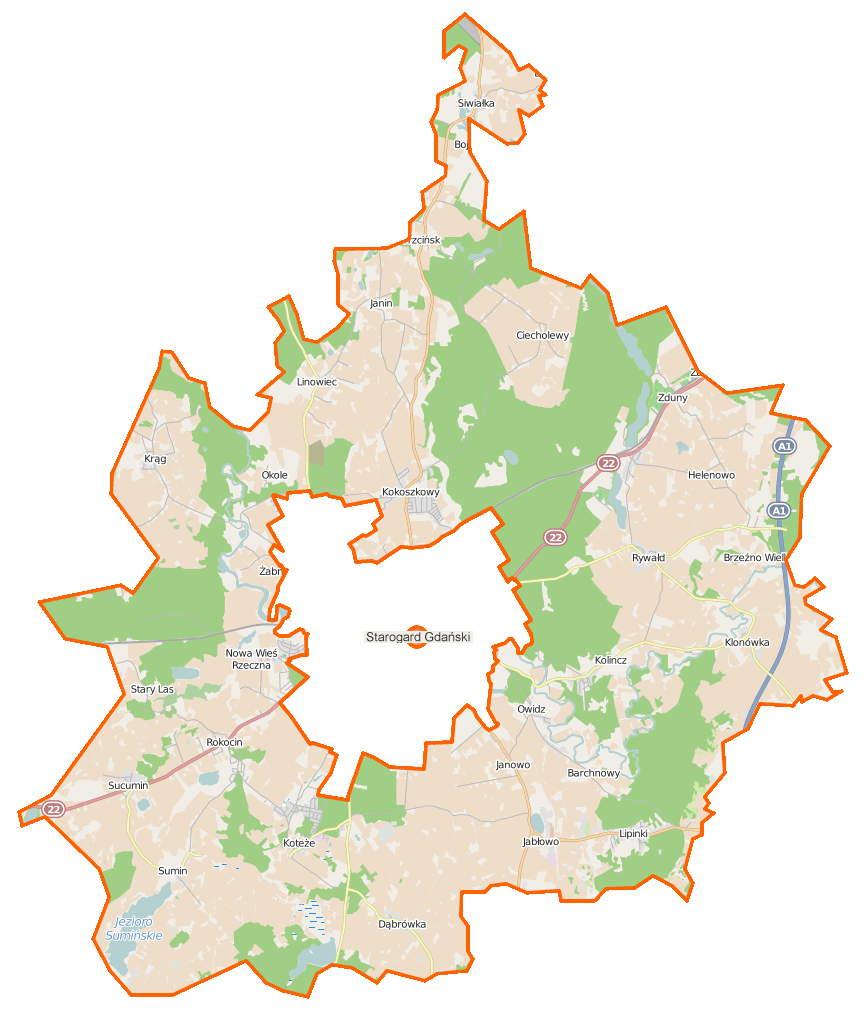
Karte der Landgemeinde

Die Landgemeinde umfasst die Stadt Starogard Gdański vollständig.

## Geschichte
In den Jahren 1975 bis 1998 gehörte die Gmina administrativ zur Woiwodschaft Danzig.

## Gliederung
Zur Landgemeinde Starogard Gdański gehören 27 Ortsteile mit einem Schulzenamt:
| polnischer Name     | kaschubischer Name | deutscher Name (bis 1920 und 1939–45)          |
| ------------------- | ------------------ | ---------------------------------------------- |
| Barchnowy           | Bôrchnòwë          | Barchnau                                       |
| Brzeźno Wielkie     | Wiôlgié Brzézno    | Brzezno (1867–1942 Bresnow, 1942–1945 Bressen) |
| Ciecholewy          | Cécholewë          | Czechlau (1942–1945 Zechlau)                   |
| Dąbrówka            | Dãbrówka           | Dombrowken (1942–1945 Damerau)                 |
| Helenowo            |                    | Helenowo                                       |
| Jabłowo             |                    | Groß Jablau (1942–1945 Großgabel)              |
| Janin               |                    | Janin (1942–1945 Hahnsfelde)                   |
| Janowo              |                    | Janowo                                         |
| Klonówka            |                    | Klonowken (1942–1945 Treugenhof)               |
| Kochanka            |                    | Kochankenberg                                  |
| Kokoszkowy          | Kòkòszkòwë         | Kokoschken (1942–1945 Hennenfelde)             |
| Kolincz             |                    | Kollenz (1942–1945 Benkendorf)                 |
| Koteże              |                    | Kottisch                                       |
| Krąg                |                    | Krangen                                        |
| Kręgski Młyn        |                    | Krangener Mühle (1861–1945 Hermannsrode)       |
| Linowiec            |                    | Lienfitz                                       |
| Lipinki Szlacheckie |                    | Lippinken (1942–1945 Leipnersdorf)             |
| Marywil             |                    |                                                |
| Najmusy             |                    | Neumuß (1942–1945 Neubrück)                    |
| Nowa Wieś Rzeczna   |                    | Neudorf                                        |
| Okole               |                    | Okollen (1942–1945 Kollen)                     |
| Owidz               |                    | Owidz (1942–1945 Olwitz)                       |
| Owidz-Młyn          |                    |                                                |
| Płaczewo            |                    | Placzewo (1874–1945 Seewalde)                  |
| Rokocin             | Ròkòcénò           | Rokoschin (1942–1945 Reicheneck)               |
| Rywałd              | Rëwôłd             | Riewalde (1940–1942 Rehwalde)                  |
| Siwiałka            |                    | Schiwialken (1942–1945 Schwabenheim)           |
| Stary Las           |                    | Alt Busch                                      |
| Sucumin             | Sùcùmënò           | Suzemin (1942–1945 Sutzmin)                    |
| Sumin               | Somino             | Summin                                         |
| Szpęgawsk           |                    | Spengawsken (1942–1945 Pangau)                 |
| Trzcińsk            |                    | Labuhnken                                      |
| Żabno               |                    | Saaben                                         |
| Zduny               | Zdùnë              | Zduny (1942–1945 Scharfendorf)                 |
| Żygowice            |                    | Zygowitz                                       |

## Persönlichkeiten
- Hiacynt von Jackowski (1805–1877), Rittergutsbesitzer und Politiker, geboren in Groß Jablau.
- Hans Meyer (1914–2007), Kommunalpolitiker, Bürgermeister der Stadt Hemer